# Bellemerella
Bellemerella is een geslacht van korstmossen dat behoort tot de familie Verrucariaceae van de ascomyceten. De typesoort is Bellemerella trapeliae.

## soorten
Volgens Index Fungorum telt het geslacht vier soorten (peildatum februari 2023):
| Soortnaam                 | Auteur(s)              | Publicatiejaar |
| ------------------------- | ---------------------- | -------------- |
| Bellemerella acarosporae  | Calat. & Nav.-Ros.     | 2001           |
| Bellemerella polysporinae | Calat. & Nav.-Ros.     | 2001           |
| Bellemerella ritae        | Pérez-Ort. & T. Sprib. | 2007           |
| Bellemerella trapeliae    | Nav.-Ros. & Cl. Roux   | 1997           |